# 广州赛马场

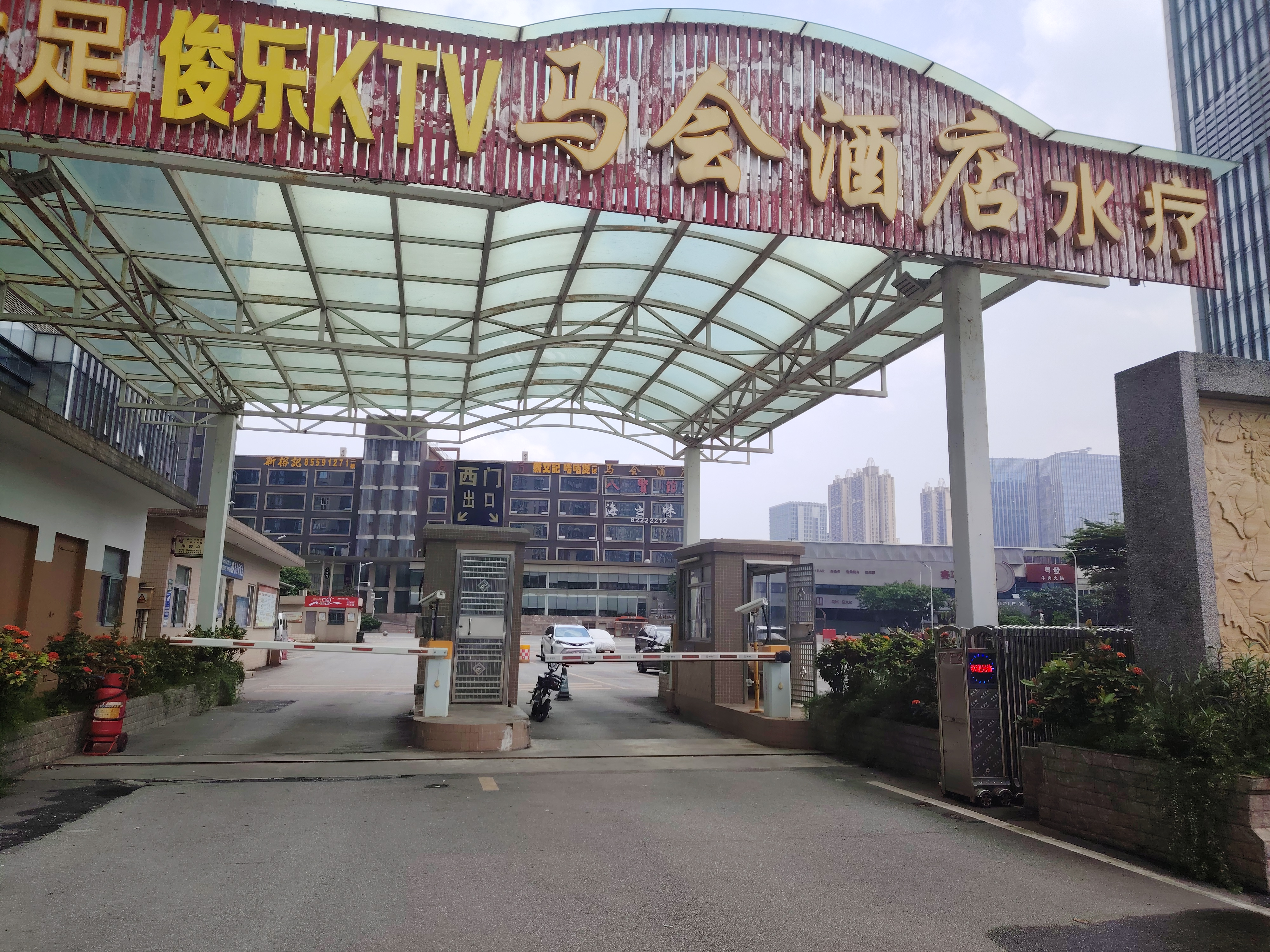
广州赛马场西门，门内大楼即为原马场赛事控制大楼

广州赛马场位于中国广东省广州市天河区黄埔大道西668号，即珠江新城东北部，占地面积38万平方米。
广州赛马场前身为中国大陆第一个具博彩性的有奖赛马场，由广州赛马会、广州赛马娱乐总公司主办。赛马场落成开幕之时，其规模仅次于香港沙田马场，名列亚洲第二。开幕后基本保持每周两次赛事活动。1999年被当局勒令禁止赛马后，马会将广州赛马场地皮出租以清偿债务，场内形成家居卖场、汽车城、美食城、高尔夫球场四大经营板块。
因马场内既有商业模式与珠江新城的定位不匹配，当局近年推进马场更新改造工作，并计划引入华联SKP以发展高端商场项目。目前马场地块的原经营主体单位已陆续退场。

## 规模
广州赛马场占地33公顷，共设有4个跑道，内圈为练习道，第二圈为25×1485米的沙地跑道，第3圈为32×1695米的草地跑道，第4圈为救护车道。场内装有大型电子计分牌、跟踪摄像装置、终点扫描摄像装置等，可同时容纳4万人观赛。赛马场的电脑售票网络由3000多台电脑售票终端组成，全广州市设有100多个投注站。
广州赛马娱乐总公司在赛马场被关闭前共有员工3000人，骑师40人，操马员400多人，有喂马、钉蹄、驯马、马医等多种分工；竞赛马匹有1000多匹，纯种马都是从澳大利亚空运，一个出赛日就要出动100多匹马。
赛马场起初运营时每周开场三次，每周二、周四及周日举行，分日赛和夜赛。进场门票为10元。

## 赛马历史

### 开办马场
1980年代末，中国政府开始酝酿恢复赛马比赛。当时，除了乒乓球和篮球以外，一些需要设备与巨额经济支持，而且也在文化大革命中被批是资产阶级体育的项目实际上并不流行普及。广州赛马会负责人称，“当时有人提出是否可以让广州试着办起赛马运动，筹集福利资金。”被认为是走在历史前头的赛马第一次被允许在广州举行，广州被允许按香港模式试行“马彩”。
1992年3月23日，广州市政府遵照邓小平南巡时提出的“三个有利于”精神，批准在广州试办现代赛马活动；5月4日决定组建广州赛马会并批准成立“广州赛马筹备领导小组”。5月10日，赛马场正式破土动工。9月30日，由广州发展集团、广州市农工商联合总公司、广州体育发展总公司、天河兴发实业公司组建的广州赛马娱乐总公司正式成立，为经营管理赛马场的实体，注册资金6,600万元人民币。
1993年1月8日，广州赛马会正式成立。马会受到社会各界的支持，成立之初便有团体会员600个、个人会员30名、马主102名，时任广州市长黎子流亦为“广州赛马会”和“广州赛马场”题字。
1993年1月22日，赛马场一期工程基本竣工。同月28日，赛马场开始试赛马，主题为“广州公益贺岁杯”，吸引约2.5万观众进场观赛。5月28日，中央发文要求“严禁有奖赛马活动”，但考虑广州赛马场投资回收和对外影响，允许广州开展体育性、竞技性赛马活动。
1994年是赛马场最火爆的时候，一场的投注额可高达1000多万元人民币，每场比赛更吸引近四万观众入场观赛。1995年和1997年，马会先后开通了电话购票系统和电视台卫星转播系统，加上场外投注站的设置，使得市民不入场亦可参与赛马活动。
1998年华东水灾时，马会捐出1000万元善款，创下当时全国捐款纪录。

### 被迫停业
1996年开始，中共中央、省、市多次下文要求广州赛马会停止博彩性赛马，不过赛马娱乐总公司以无法收回巨额投资、职工下岗产生不稳定为由，坚持开展博彩性赛马，先将“投注博彩”改为“智力测验”，后来又改为“门券对实物奖”等形式。
由于赛马长期未合法化，加上马会内部管理失败，导致马会长期亏损、负债累累。1999年中，赛马总公司董事长黄启桓得知广州市领导计划彻底解决博彩性赛马问题后，召集多人研究撰文为赛马辩论，作最后一搏。随后，署名黄启桓的文章《试谈中国的现代赛马──广州赛马会的启示》以及黄的访谈录在国内多份报刊出版，宣传赛马的利处和赛马会对社会所作的贡献。
1999年12月12日，赛马场跑了最后一场马；同月14日，广州赛马会宣布停赛停业。至此7年，广州赛马场共赛马757场次。2000年，中共中央办公厅、国务院办公厅联合下发《关于立即停办赛马博彩活动的通知》，广州赛马场及其场外投注站被全面关停。
2000年9月28日，广州赛马会副主席、秘书长，广州赛马娱乐总公司总经理、党委书记、董事长黄启桓向广州市人民检察院投案自首。2001年2月23日，黄启桓挪用公款、受贿一案在广州市中级人民法院开庭公审。其被控接受香港商人及境内关联公司负责人的贿赂、指使他人挪用公款150万元人民币、截留投注收入、违规高息集资；同时违抗中央精神坚持赛马，赛马总公司还在广东境内先后设立了103个场外投注站，对社会造成了一定的负面影响。同年5月11日，广州市中级人民法院对黄启桓经济犯罪案作出一审判决：以受贿罪判处黄启桓有期徒刑13年，并处没收财产5万元；以挪用公款罪判处其有期徒刑7年；两罪并罚，决定执行有期徒刑19年，并处没收财产5万元，其受贿所得予以追缴，上缴国库。黄启桓当庭表示服从判决，不再上诉。

### 复赛传闻
2007年4月，时任中国体彩中心主任王卫东率代表团到香港考察赛马事宜，有媒体报道指系中国大陆为开放赛马博彩而向香港赛马会取经。广州赛马会负责人称马会从1999年被禁赛以来均未解散取消，如果有一天真允许广州重办，只需8个月广州就可以恢复赛马；国务院参事刘志仁更公开支持广州进行博彩赛马试点。但相关信息很快被广东省体彩中心官员否认。
随后数年，均有政协委员提案建议广州恢复举办赛马博彩，即可避免浪费场地，亦可增加税收和就业岗位，并打击私彩活动。然而截至目前，博彩赛马活动在中国大陆仍未被解禁；此外，广州政府决心收回马场地块并发展高端商业，加上香港赛马会已在从化区运营马场，广州赛马场恢复“跑马”的可能性不复存在。

## 改为他用

### 开业
赛马场被勒令停赛后，仅一路之隔、未进驻广州大学城的暨南大学曾提出希望利用位于磨碟沙的约300亩土地与赛马场及周边约1,000亩地块作置换，以用于本部校区扩建。但2002年12月，广州市政府采纳了广州汽车销售行业协会的建议，批准利用赛马场闲置场地开办过渡性汽车交易市场项目。出价最高的广州市三鹰实业有限公司成功获得该项目的开发经营权，并在2003年4月与广州赛马娱乐总公司签订五年的场地租赁合约，同年8月6日获广州市政府批准交易，为期十年。当时的规划要求不得拆除马场内的两块记分牌，需作为永久纪念物。
2003年12月13日，三鹰汽车城开始试业，并于次年5月正式开业。然而汽车城开业时遇上车市低谷，总面积12万平方米的商铺仅租出约5万平方米，更有部分汽车经销商在开业不久后便撤场，导致三鹰公司拖欠了赛马娱乐公司上亿元的场地租金和管理费。2005年10月，赛马公司向广州市中级人民法院递交起诉状，要求解除双方的场地租赁合同，并支付拖欠的租金和管理费。三鹰公司随后向广东省高级人民法院提出反诉，但在2006年9月败诉。三鹰公司再向最高人民法院上诉，但最高法于2007年6月21日作出驳回上诉的终审判决。赛马公司最终收回三鹰汽车城的经营权，并在同年9月更名为赛马场汽车城。此后，马会家居以及数家餐厅在赛马场外围区域开业，场内逐渐形成餐饮、康体娱乐、汽车及家居四大经营板块，但基本为临时建筑。

### 退场
赛马场用途变更的数年内，珠江新城地价不断攀升，赛马场地块亦吸引不少地产商。时任天河区委书记石奇珠在2012年曾指，赛马场地块长期经营经济效益极低的产业，“年纳税额才2000多万元，与CBD的功能定位极不相称”；广州市国资委亦提出将理顺地块的债权关系并交由政府收储。2014年，广州国资委旗下广州广永国有资产经营有限公司取得了对广州赛马娱乐总公司的债权和抵押权益，从而避免马场地块被单独卖出以抵偿不同债权人的债务。
2013年底，赛马公司决定不续签赛马场汽车城的项目合同，并要求所有商户于次年2月退场。2014年4月1日，赛马场汽车城全面清场。当时一度被外界解读为赛马场地块将全面清场，但汽车城仍有部分商户坚持营业，亦有商户在邻近的餐饮区开设展厅；与此同时，临近的马会家居发布声明，表示汽车城撤场不影响其运作。
2021年，天河区城市规划编制研究中心发布《天河区马场地块功能提升发展策划项目竞争性磋商公告》，提及需对区内功能低端、效率低下的马场地块予以功能提升，并对标北京SKP等CBD地块重新定位。
2023年开始，马场内的高尔夫球场、汽车4S店、餐厅等商铺陆续因场地被收回而结业。2024年7月31日，马场内最后留存的马会家居、马会酒店、马会水疗结业，标志着马场内的既有主要产业基本撤离完毕。2025年7月，马场地块在省投资平台备案，同时提及要将新建市政道路、金穗路地下隧道和下沉广场等公共配套设施。